# 小行星6865
小行星6865（6865 Dunkerley）是一颗绕太阳运转的小行星，为主小行星带小行星。该小行星于1991年10月2日发现。

## 轨道参数
小行星6865的轨道半长轴为2.2968765 UA，离心率为0.141。